# Fanny Stollár
Fanny (ook wel Fanni) Stollár (Boedapest, 12 november 1998) is een tennisspeelster uit Hongarije. Stollár begon op driejarige leeftijd met het spelen van tennis. Haar favoriete ondergrond is hardcourt. Zij speelt rechtshandig en heeft een tweehandige backhand. Zij is actief in het internationale tennis sinds 2014.

## Loopbaan
In maart 2015 won Stollár haar eerste (dubbelspel)titels van het ITF-circuit in de Verenigde Staten. Twee maanden later volgde haar eerste enkelspeltitel, op het ITF-toernooi van Galați (Roemenië). In juli won zij samen met landgenote Dalma Gálfi het meisjesdubbelspeltoernooi van Wimbledon.
In 2016 speelde Stollár voor het eerst op een WTA-hoofdtoernooi, op het toernooi van Hawaï waar zij met een wildcard was toegelaten tot het enkelspeltoernooi – op datzelfde toernooi had zij ook haar WTA-dubbelspeldebuut.
In 2017 bereikte zij als kwalificante op het Premier-toernooi van Charleston de derde ronde, door onder meer Jelena Vesnina (WTA-13) te verslaan. Tijdens de 2018-editie van ditzelfde toernooi bereikte zij nogmaals de derde ronde, waarbij zij Johanna Konta (WTA-14) klopte, alvorens ten prooi te vallen aan de latere winnares, Kiki Bertens.
In 2018 won zij de dubbelspeltitel op het WTA-toernooi van Boedapest, samen met de Spaanse Georgina García Pérez. Daarmee kwam zij in maart 2018 voor het eerst binnen in de top 100 van het dubbelspel. Dit WTA-toernooi in haar 'eigen' hoofdstad won zij ook nog in 2021 (met de Roemeense Mihaela Buzărnescu) en in 2023 (met de Poolse Katarzyna Piter). Geflankeerd door Piter won zij in 2024 het WTA 125-toernooi van Valencia, gevolgd door het prolongeren van hun titel in Boedapest. Ook haar zevende titel, op het WTA 125-toernooi van Guadalajara, verkreeg zij aan de zijde van de Poolse.
Samen met Irina Chromatsjova won Stollár in 2025 twee titels: in Parijs Clarins en in Rosmalen.
In mei 2025 haakte zij nipt aan bij de mondiale top 50 van het dubbelspel.

### Tennis in teamverband
In de periode 2016–2024 maakte Stollár deel uit van het Hongaarse Fed Cup-team – zij behaalde daar een winst/verlies-balans van 11–2.

## Posities op deWTA-ranglijst
Positie per einde seizoen:
| jaar | rang enkelspel | rang dubbelspel |
| ---- | -------------- | --------------- |
| 2014 | –              | 756             |
| 2015 | 523            | 412             |
| 2016 | 287            | 320             |
| 2017 | 241            | 169             |
| 2018 | 127            | 82              |
| 2019 | 323            | 91              |
| 2020 | 359            | 95              |
| 2021 | 376            | 122             |
| 2022 | 462            | 291             |
| 2023 | 263            | 148             |
| 2024 | 489            | 72              |

## Palmares
| Legenda                 |
| ----------------------- |
| Grandslamtoernooi       |
| Olympische Spelen       |
| Year-End Championships  |
| Premier Mandatory       |
| Premier Five / WTA 1000 |
| Premier / WTA 500       |
| International / WTA 250 |
| Challenger / WTA 125    |

### WTA-finaleplaatsen enkelspel
geen

### WTA-finaleplaatsen vrouwendubbelspel
| nr.              | finale     | toernooi        | ondergrond    | partner               | tegenstandsters                         | score            |         |
| ---------------- | ---------- | --------------- | ------------- | --------------------- | --------------------------------------- | ---------------- | ------- |
| gewonnen finales |            |                 |               |                       |                                         |                  |         |
| 1.               | 2018-02-25 | WTA Boedapest   | hardcourt (i) | Georgina García Pérez | Kirsten Flipkens Johanna Larsson        | 4-6, 6-4, [10-3] | details |
| 2.               | 2019-03-16 | WTA Guadalajara | hardcourt     | Maria Sanchez         | Cornelia Lister Renata Voráčová         | 7-5, 6-1         | details |
| 3.               | 2021-07-17 | WTA Boedapest   | gravel        | Mihaela Buzărnescu    | Aliona Bolsova Tamara Korpatsch         | 6-4, 6-4         | details |
| 4.               | 2023-07-23 | WTA Boedapest   | gravel        | Katarzyna Piter       | Jessie Aney Anna Sisková                | 6-2, 4-6, [10-4] | details |
| 5.               | 2024-06-16 | WTA Valencia    | gravel        | Katarzyna Piter       | Angelica Moratelli Renata Zarazúa       | 6-1, 4-6, [10-8] | details |
| 6.               | 2024-07-20 | WTA Boedapest   | gravel        | Katarzyna Piter       | Anna Danilina Irina Chromatsjova        | 6-3, 3-6, [10-3] | details |
| 7.               | 2024-09-06 | WTA Guadalajara | hardcourt     | Katarzyna Piter       | Angelica Moratelli Sabrina Santamaria   | 6-4, 7-5         | details |
| 8.               | 2025-05-17 | WTA Parijs      | gravel        | Irina Chromatsjova    | Tereza Mihalíková Olivia Nicholls       | 4-6, 7-6, [10-5] | details |
| 9.               | 2025-06-14 | WTA Rosmalen    | gras          | Irina Chromatsjova    | Nicole Melichar Ljoedmila Samsonova     | 7-5, 6-3         | details |
| verloren finales |            |                 |               |                       |                                         |                  |         |
| 1.               | 2018-05-04 | WTA Rabat       | gravel        | Georgina García Pérez | Anna Blinkova Raluca Olaru              | 4-6, 4-6         | details |
| 2.               | 2019-02-24 | WTA Boedapest   | hardcourt (i) | Heather Watson        | Jekaterina Aleksandrova Vera Zvonarjova | 4-6, 6-4, [7-10] | details |
| 3.               | 2019-08-03 | WTA Washington  | hardcourt     | Maria Sanchez         | Cori Gauff Caty McNally                 | 2-6, 2-6         | details |
| 4.               | 2024-10-27 | WTA Guangzhou   | hardcourt     | Katarzyna Piter       | Kateřina Siniaková Zhang Shuai          | 4-6, 1-6         | details |
| 5.               | 2024-11-03 | WTA Jiujiang    | hardcourt     | Katarzyna Piter       | Guo Hanyu Moyuka Uchijima               | 6-7, 5-7         | details |
| 6.               | 2025-01-11 | WTA Hobart      | hardcourt     | Monica Niculescu      | Jiang Xinyu Wu Fang-hsien               | 1-6, 6-7         | details |

## Resultaten grandslamtoernooien
| Legenda | Legenda                          |
| ------- | -------------------------------- |
| g.t.    | geen toernooi gehouden           |
| l.c.    | lagere categorie                 |
| –       | niet deelgenomen                 |
| G       | uitgeschakeld in de groepsfase   |
| 1R      | uitgeschakeld in de eerste ronde |
| 2R      | uitgeschakeld in de tweede ronde |
| 3R      | uitgeschakeld in de derde ronde  |
| 4R      | uitgeschakeld in de vierde ronde |
| KF      | uitgeschakeld in de kwartfinale  |
| HF      | uitgeschakeld in de halve finale |
| F       | de finale verloren               |
| W       | het toernooi gewonnen            |
| w-v     | winst/verlies-balans             |

### Enkelspel
geen deelname

### Vrouwendubbelspel
| toernooi        | 2018 | 2019 | 2020 |    | 2025 |
| --------------- | ---- | ---- | ---- | -- | ---- |
| Australian Open | –    | –    | 1R   | 1R |      |
| Roland Garros   | –    | –    | 1R   | 1R |      |
| Wimbledon       | 2R   | 1R   | g.t. | 3R |      |
| US Open         | 2R   | 2R   | –    |    |      |